# اجیلو
اجیلو (به لاتین: Ajylu) یک منطقهٔ مسکونی در ارمنستان است که در استان سیونیک واقع شده‌است. اجیلو در ۴ کیلومتری جنوب کاپان، مرکز استان سیونیک واقع شده است.